# Società Sportiva Vis Pesaro 1967-1968
Questa voce raccoglie le informazioni riguardanti la Società Sportiva Vis Pesaro nelle competizioni ufficiali della stagione 1967-1968.

## Rosa
| N. |                   | Ruolo | Calciatore          |
| -- | ----------------- | ----- | ------------------- |
|    | Italia (bandiera) | C     | Maurizio Arnetoli   |
|    | Italia (bandiera) | D     | Massimo Bei         |
|    | Italia (bandiera) | C     | Giorgio Bernardis   |
|    | Italia (bandiera) |       | Bruscia             |
|    | Italia (bandiera) | C     | Bruno Cantone       |
|    | Italia (bandiera) | C     | Italo Castellani    |
|    | Italia (bandiera) | A     | Gabriele Ceccolini  |
|    | Italia (bandiera) | P     | Giorgio Ciaschini   |
|    | Italia (bandiera) | C     | Rino Comizzi        |
|    | Italia (bandiera) | C     | Roberto Dagianti    |
|    | Italia (bandiera) | C     | Sergio Dagianti     |
|    | Italia (bandiera) | A     | Cataldo Di Virgilio |

| N. |                   | Ruolo | Calciatore          |
| -- | ----------------- | ----- | ------------------- |
|    | Italia (bandiera) | C     | Maurizio Eusebi     |
|    | Italia (bandiera) | D     | Dino Landini        |
|    | Italia (bandiera) | C     | Tino Magnan         |
|    | Italia (bandiera) | D     | Benito Menegozzo    |
|    | Italia (bandiera) |       | R. Morganelli       |
|    | Italia (bandiera) | C     | Vincenzo Morganelli |
|    | Italia (bandiera) | A     | Aldo Paoloni        |
|    | Italia (bandiera) | D     | Rino Pierini        |
|    | Italia (bandiera) | P     | Pierino Severi      |
|    | Italia (bandiera) |       | Tonici              |
|    | Italia (bandiera) | C     | Sebastiano Ugolini  |
|    | Italia (bandiera) | A     | Rino Verardi        |